# Bio-MEMS
A Bio-MEMS a biomedicinális (vagy biológiai) mikroelektromechanikai rendszerek rövidítése. A bio-MEMS-ek jelentős átfedést mutatnak a lab-on-a-chip (LOC) és a mikro-teljeskörű elemzőrendszerekkel (μTAS), és néha szinonimának tekintik őket. A bio-MEMS jellemzően inkább a mechanikus alkatrészekre és a biológiai alkalmazásokhoz alkalmassá tett mikrogyártási technológiákra összpontosít. Másrészt a lab-on-a-chip a laboratóriumi folyamatok és kísérletek miniatürizálásával és egyetlen (gyakran mikrofluidikus) chipbe történő integrálásával foglalkozik. Ebben a meghatározásban a lab-on-a-chip eszközök nem szigorúan biológiai alkalmazások, bár a legtöbbjük biológiai célokra is alkalmas, vagy alkalmas arra, hogy biológiai célokra adaptálják őket. Hasonlóképpen, a mikro-teljeskörű analitikai rendszerek nem feltétlenül biológiai alkalmazásokat céloznak, és általában kémiai analízisre vannak szánva. A bio-MEMS tágabb értelemben a biológiai és orvosbiológiai alkalmazások mikroméretű működésének tudományára és technológiájára utalhat, amely tartalmazhat elektronikus vagy mechanikai funkciókat vagy sem. A bio-MEMS interdiszciplináris jellege egyesíti az anyagtudományokat, a klinikai tudományokat, az orvostudományt, a sebészetet, az elektrotechnikát, a gépészmérnöki tudományokat, az optikai mérnöki tudományokat, a vegyészmérnöki tudományokat és a biomérnöki tudományokat. Néhány főbb alkalmazási területe a genomika, a proteomika, a molekuláris diagnosztika, a point-of-care diagnosztika, a szövettechnológia, az egysejtes analízis és a beültethető mikroeszközök.

## Történelem
1967-ben S. B. Carter számolt be az árnyékban elpárologtatott palládiumszigetek alkalmazásáról sejtek rögzítésére. Ezt az első bio-MEMS tanulmányt követően a terület későbbi fejlődése mintegy 20 évig lassú volt. 1985-ben az Unipath Inc. forgalmazta a ClearBlue-t, egy ma is használt terhességi tesztet, amely az első papírt tartalmazó mikrofluidikai eszköznek és az első mikrofluidikai terméknek tekinthető, amely piacra került. 1990-ben Andreas Manz és H. Michael Widmer a svájci Ciba-Geigy (ma Novartis) cégtől először alkotta meg a mikro-teljes analitikai rendszer (μTAS) kifejezést a miniatürizált teljes kémiai analitikai rendszerek kémiai érzékelésre való alkalmazását javasló alapvető tanulmányában. A μTAS koncepciója mögött három fő motiváló tényező állt. Először is, az 1990-es évekig tartó elmúlt évtizedekben a gyógyszerkutatás korlátozott volt a sok kromatográfiás elemzés párhuzamos, makroszkópikus berendezéseken történő elvégzésének idő- és költségigénye miatt. Másodszor, az 1990 októberében indult Humán Genom Projekt (HGP) igényt támasztott a DNS-szekvenálási kapacitás fejlesztésére. A kapilláris elektroforézis így a kémiai és DNS-szétválasztás középpontjába került. Harmadszor, az Egyesült Államok Védelmi Minisztériumának DARPA-ja az 1990-es években egy sor mikrofluidikai kutatási programot támogatott, miután felismerték, hogy szükség van terepen bevethető mikrorendszerek kifejlesztésére a potenciális katonai és terrorista fenyegetést jelentő vegyi és biológiai anyagok kimutatására. A kutatók a mikroelektronikai iparból örökölt fotolitográfiai berendezéseket kezdték használni a mikroeletromechanikus rendszerek (MEMS) mikrogyártásához. Abban az időben a MEMS biológiai alkalmazása korlátozott volt, mivel ezt a technológiát szilícium- vagy üveglapokra optimalizálták, és olyan oldószeralapú fotoreziszteket használtak, amelyek nem voltak kompatibilisek a biológiai anyagokkal. 1993-ban George M. Whitesides, egy harvardi vegyész bevezette az olcsó PDMS-alapú mikrogyártást, és ez forradalmasította a bio-MEMS területét. Azóta a bio-MEMS területe robbanásszerűen fejlődött. Az 1990-es évek bio-MEMS-fejlesztése során elért főbb technikai eredmények közé tartoznak a következők:
- 1991-ben kifejlesztették az első oligonukleotid chipet.
- 1998-ban kifejlesztették az első szilárd mikronüveget gyógyszeradagolásra.
- 1998-ban kifejlesztették az első folyamatos áramlású polimeráz láncreakció chipet.
- 1999-ben először mutatták be heterogén lamináris áramlást a sejtek szelektív kezelésére mikrocsatornákban.

Napjainkban az agarózhoz hasonló hidrogélek, a biokompatibilis fotorezisztek és az önösszeszerelés a kutatás kulcsfontosságú területei a bio-MEMS javításában a PDMS helyettesítésére vagy kiegészítésére.

## Megközelítések

### Anyagok

#### Szilícium és üveg
A bio-MEMS-ben a hagyományos mikromegmunkálási technikákat, mint például a nedves maratás, száraz maratás, mélyreaktív ionmaratás, porlasztás, anódos kötés és fúziós kötés, áramlási csatornák, áramlásérzékelők, kémiai detektorok, elválasztó kapillárisok, keverők, szűrők, szivattyúk és szelepek készítésére használták. A szilíciumalapú eszközök biomedicinális alkalmazásokban való használatának azonban vannak hátrányai, mint például a magas költségek és a bioinkompatibilitás. Mivel csak egyszer használatosak, nagyobbak, mint MEMS társaik, és tisztaszobás létesítményekre van szükség, a magas anyag- és feldolgozási költségek gazdaságilag kevésbé vonzóvá teszik a szilíciumalapú bio-MEMS-eket. In vivo, a szilícium-alapú bio-MEMS könnyen funkcionalizálható a fehérjeadszorpció minimalizálása érdekében, de a szilícium törékenysége továbbra is jelentős probléma.